# Kościół Niepokalanego Serca Najświętszej Maryi Panny w Barlinku
Kościół Niepokalanego Serca Najświętszej Maryi Panny w Barlinku – rzymskokatolicki kościół parafialny znajdujący się w mieście Barlinek, w województwie zachodniopomorskim. Należy do dekanatu Barlinek archidiecezji szczecińsko-kamieńskiej.

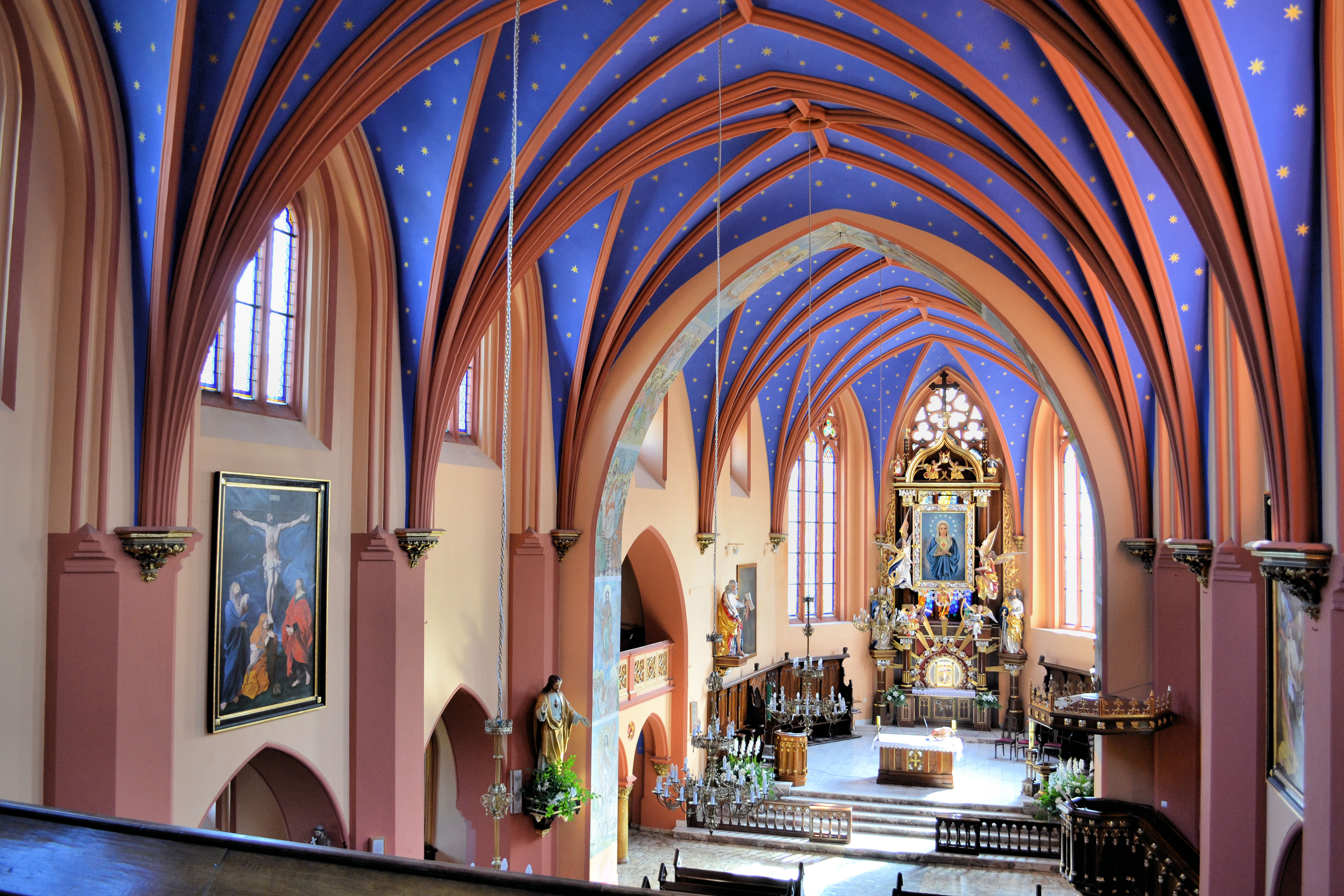
Wnętrze kościoła

Jest to świątynia gotycka wybudowana w XV wieku, z tego okresu pochodzi portal główny z tajemniczymi „miseczkami”, które są śladami dawnych obyczajów wielkanocnych. Zachowały się również pozostałości starszej budowli z XIII wieku. Są to granitowe ciosy wbudowane w korpus nawowy i dolną część wieży. Budowla była wielokrotnie przebudowywana, a obecny kształt architektoniczny uzyskała w dziewiętnastym stuleciu. Powstała wtedy trójnawowa bazylika.
Kościół Niepokalanego Serca Najświętszej Maryi Panny powstał w miejscu słowiańskiego grodziska.